# Semisuturia pallens
Semisuturia pallens är en tvåvingeart som först beskrevs av Charles Howard Curran 1927.  Semisuturia pallens ingår i släktet Semisuturia och familjen parasitflugor. Inga underarter finns listade i Catalogue of Life.